# مقاطعة يونيون (جورجيا)
مقاطعة يونيون (بالإنجليزية: Union County)‏ هي إحدى المقاطعات في ولاية جورجيا في الولايات المتحدة الأمريكية.